# Pablo Lima (Fußballspieler, 1990)
Pablo Lima, vollständiger Name Pablo Lima Gualco, (* 19. August 1990 in Montevideo) ist ein uruguayischer Fußballspieler.

## Verein
Der nach Angaben seines Vereins 1,82 Meter große Mittelfeldspieler Lima spielt mindestens seit der Saison 2011/12 für den uruguayischen Erstligisten El Tanque Sisley. In jener Spielzeit bestritt er zwei Partien in der Primera División. Für die nachfolgende Saison 2012/13 werden 20 Ligaspiele und ein erzieltes Tor in seiner Einsatzstatistik geführt. Im Rahmen der erstmaligen Teilnahme der Clubs an der Copa Sudamericana 2013, bei der sein Verein in der ersten Runde scheiterte, wurde er in einer Begegnung eingesetzt. In der Spielzeit 2013/14 lief er 19-mal in der Liga auf (kein Tor). In der Saison 2014/15 wurde er in 24 Erstligaspielen (ein Tor) eingesetzt. Mitte Juli 2015 wechselte er nach Italien zum FC Südtirol. Dort absolvierte er in der Saison 2015/16 zehn Ligaspiele (kein Tor) in der Lega Pro 1. Anfang August 2016 kehrte er zu El Tanque Sisley zurück. Er trug mit zwölf Zweitligaeinsätzen (kein Tor) zum Aufstieg am Ende der Saison 2016 teil. In der anschließenden Erstligaspielzeit 2017 bestritt er bis zum Ende des Torneo Intermedio 20 weitere Erstligaspiele (ein Tor). Mitte Juli 2017 schloss er sich SD Aucas in Ecuador an.